# Carlos Barisio
Carlos José Barisio (San Fernando, 3 gennaio 1951 – 5 febbraio 2020) è stato un calciatore argentino, di ruolo portiere.
È scomparso nel 2020 all'età di 69 anni a seguito di un tumore del polmone.

## Caratteristiche tecniche
Portiere, si fece notare per la sicurezza tra i pali.

## Carriera

### Club
Barisio iniziò la sua carriera professionistica nel River Plate, formazione nel cui settore giovanile era cresciuto. Fece il suo debutto nel 1971, dopo che per diverse stagioni fu riserva di vari portieri: Hugo Carballo, Alfredo Gironacci e José Alberto Pérez. Dopo aver assommato 26 partite in Primera División, Barisio decide di lasciare il River per trovare maggior spazio: firma dunque per il Gimnasia di La Plata, giungendo al club insieme a Edgardo Di Meola per 110 milioni di pesos. L'esperienza al Gimnasia durò otto mesi, dal 15 febbraio 1975 (giorno del suo debutto) al 5 ottobre dello stesso anno.
Barisio fu il portiere titolare durante tutto il campionato nazionale 1975, disputando sia Metropolitano che Nacional. Passò poi all'All Boys, con cui rimase per due annate, 1976 e 1977, totalizzando 59 presenze. Nel 1978 fu acquistato dal Ferro Carril Oeste; l'anno successivo, con Carlos Griguol in panchina, Barisio divenne la prima scelta nel suo ruolo, e nel 1981 stabilì il record d'imbattibilità per la Primera División argentina: 1075 minuti senza subire reti.
Il portiere fu anche uno dei protagonisti della vittoria della squadra nel Nacional 1982. Visto il successo riscosso con il Ferro, Barisio venne acquistato, nel 1983, dal Boca Juniors: esordì con i nuovi colori il 3 aprile 1983 nell'incontro con il Platense, chiudendo imbattuto. Quella fu l'unica gara da lui giocata nel corso del Nacional 1983: nel Metropolitano ne disputò altri due, contro Nueva Chicago e Huracán, in cui subì due reti, una per partita. In seguito lasciò il Boca per trasferirsi al Deportivo Armenio, con cui mise a referto 10 presenze nel torneo 1984. Si ritirò giocando per il Chacarita Juniors nel 1987.

## Palmarès
- Campionato argentino: 1

Ferro Carril Oeste: Nacional 1982